# 非覺
非覺（1012年—1083年），本姓刘氏，辽朝僧人，析津府良乡县人。
他以学行著称，大康元年（1075年），驻锡甘泉普济寺，为右街僧录判官。辽道宗到燕京，让他入宫说法。赐紫衣。赐号仪范大师，后来住在慧济寺。大康九年（1083年），在大昊天寺圆寂，时年七十二岁。僧腊四十七年，門人等偉。